# Геостратешки и институционални статус Републике Српске
Геостратешки и институционални статус Републике Српске омогуђава дефинисање праваца будућег просторног развоја Републике Српске, односно њеног интегралног еколошко-економско-социјалног развоја у реалном институционалном и регијском окружењу.

## Положај
Република Српска  се простире на површини од  24.666 км2 . На овој територији, према непотпуним подацима, живи 1.433.038 становника2 . На истој територији, према резултатима пописа 1991, живело је 1.623.842 становника, односно 11,75% више него 2013. Поредећи данашње стање популације два ентитета Босне и Херцеговине, Републике Српске и Федерације БиХ, а на основу непотпуних података 3 , може да се констатује да становништво РС чини 38% становника Босне и Херцеговине.
Република Српска има повољан положај, али  је он отежан:
- политичком нестабилношћу на подручју западног Балкана,
- недовољном хармонизацијом односа у оквиру Босне и Херцеговине као функционално (не)делотворне функционалне целине,
- притисцима међународне заједнице.

Иако је распоред урбаних центара повољан на њега негативно утиче: 
- Неповољне дистрибуције становништва.
- Лоша повезаност и територијалну кохезија  - због специфичног лонгитудиналан облик територије Републике, прекинутог Дистриктом Брчко и отежан морфолошким препрекама у Средњем и Горњем Подрињу, и Источној Херцеговини.
- неокончано питање границе на Дрини између Босне и Херцеговине и Републике Србије, што се директно односи и на дефинисање територије Републике Српске.

Близина Европске уније (Република Хрватска) и актуелни споразум са Републиком Србијом дају одређену предност Републици Српској у погледу функционалног повезивања и сарадње на економском и културном плану.

### Политички и административни статус
Политички и административни статус Републике Српске  јасно је дефинисан Дејтонским споразумом и учвршћен до нивоа суштинске аутономије, што јој даје пун капацитет да решава своје развојне проблеме.  Tериторија Републике Српске подељена је на 63 јединице локалне самоуправе, од којих шест има статус града (Приједор, Бања Лука, Добој, Бијељина, Источно Сарајево, Требиње), а 57 статус општине.
Највећу територију има град Бања Лука (1.225 км2) односно општина Фоча (1.114,6 км2), а најмању општина Језеро (29,21 км2 ).
Највећи број становника има град Бања Лука (199.191, попис 2013.) односно општина Зворник (63.686, попис 2013.), а најмањи општина Источни Дрвар (109, попис 2013.).
Највећи број насељених места има општина Вишеград (163), а најмањи Источни Дрвар и Источни Мостар (по три насељена места).
Проблеми
Најзначајнији проблеми РС у политичком и административни статусу су:
- недовољна функционалност државе Босне и Херцеговине
- отежано решавање питања и отсуство координациј просторног развоја између Републике Српске и Федерације БиХ (посебно граничних подручја, у којима се налазе јединица локалне самоуправе РС)

## Природни ресурси и предео

### Природни ресурси
Територија Републике Српске је богата природним ресурсима,  распоређени по поједини регијама на специфичан начин.
Пољопривредно земљиште
Пољопривредно земљиште у РС доминира у Посавини и на подручју Семберије, док се у осталим деловима недовољно користи  (смањење количине и бонитета)
Шумско земљиште и шумски фонд
Шумско земљиште и шумски фонд доминира  у северозападном и источном делу Републике Српске. Оно је изложено вишегодишњим негативним утицајима јер се више сече број стабала него што се обнавља
Воде и водно земљиште
Воде и водно земљиште налази се око токова већих река, а специфични видови вода (геотермалне, минералне) налазе се у северном делу Републике Српске.
Међутим  временска и просторна неравномерност вода ствара посебан проблем због недостатка вода у оним деловима територије Републике Српске где је и када је најпотребнија.
Минералне сировине
Минералне сировине су најчешче тачкасто распоређене на простору Републике Српске.
Њихова експлоатација је неодговарајућа, због, недовољна истраженост рудних ресурса, и недостатка инвеститора.

### Предео
Предео Републике Српске који је схваћен као укупна слика природних и грађених елемената за сада је у великој мјери очуван, али је у низу случајева недовољно култивисан и угрожен непланском градњом.
Посебан квалитет чине делови нетакнуте природе у пределима високих и средњих планина, које представљају посебно значајан ресурс за будућност Републике Српске.
Природна баштина у Републици Српској је изузетно значајна, и уз разноврсне природне ресурсе и висок степен биолошке разноврсности и геодиверзитета,  захтева виши степен пажње ради очувања, уређења и одрживог коришћења.
Нарочито је значајна еколошка и биогеографска вредност појединих предела Републике Српске и потенцијал за ширење мреже националних паркова, паркова природе и специјалних природних резервата, а у оквиру Еколошке мреже „NATURA 2000“.
Тренутно на природну слики Републике Српске негативно утиче  недовољна површина заштићених природних добара, као и неразвијеност информационе основе и инструмената за планирање и управљање пределима.

## Животна средина

### Будућност и снага
Будућност РС и њену снагу, чини заштити животне средине која се реализује кроз:
- Очување животна средина у неиндустријализованим областима,
- Обезбеђена заштита и регулација одређених подручја и деоница водотокова (реке Сава, Уна, Врбас, Босна и Дрина) од природних непогода.
- Опредељеност институција за заштиту животне средине, као и институционална подршка развоју система заштите животне средине и природе.

Позитиван помак учињен је изградњом две регијске депоније.

### Слабости
Слабости у заштити животне средине представљају:
- Постојање еколошких „црних тачака и неколико деградираних простора због непланске експлоатације природних ресурса (експлоатација камена, шљунка, шуме, пољопривредног земљишта).
- Незадовољавајућа је комунална инфраструктура у бројним насељеним мјестима, нарочито приградским и сеоским, што доводи до загађења вода и ваздуха, посебно у деловима насељених места у којима постоји индустрија или одређени видови пољопривреде.
- Неадекватно решено уклањање и депоновање чврстог отпада, нарочито у делу селективног прикупљања и третмана.
- Недовољан надзор над спровођењем прописа из области заштите животне средине,
- Непостојање довољно ефикасног система финансирања заштите животне средине.

## Становништво
Најзначајнији развојни проблем Републике Српске је у области демографије и хуманих капацитета
као дела развојних ресурса, према веома добро изученим студијама указују на негативан природни прираштај, који прети драстичним умањењем броја становника Републике до 2030. године, као и убрзавање старења становништва и слабљење образовних капацитета у већем делу територије Републике.
У спроведеним студијама уочена је феминизација становништва, поготово у сеоским подручјима, али уз мањи удео активног женског становништва.
Највећи део становништва запослен је у пољопривреди (31,7% укупно запослених, са највише
у бањалучкој регији).
Незапосленост као проблем на глобалном нивоу представља и најтежи социјални и економски проблем Републике Српске.

## Социјални развој
Категорија социјалног развоја дефинисана је референтним стратегијама (здравство, основно и
средње образовање, социјално укључивање) а њена просторна димензија је систематски праћена
кроз републички и локални информациони систем. Практична ситуација на терену јединица локалне
самоуправе указује на озбиљни проблем диспропорције између обима школског простора у великом
броју општина и ђака у њима, што је посљедица демографског пражњења дијелова територије Републике Српске. Квалитет услуга у здравству није на потребном нивоу, тј. неуједначен је између
појединих територијалних јединица. Доступност јавних служби такође представља проблем у једном
броју јединица локалне самоуправе. Специфични проблеми односе се на број културних и спортских
објеката, као и студентских домова у универзитетским центрима Републике.

### Становање
Као основна функција просторног развоја Републике Српске становање данас углавном представља предмет приватне иницијативе, а велики број станова је у приватном власништву.
Значајно је што је усвојено шест закона из области становања чиме се до одређеног нивоа дефинише
републичка политика и регулише ова социјално значајна тема. Бесправна градња, веома присутна
након ратних дешавања, регулисана је Законом о уређењу простора и грађењу, уз отворено питање
њеног искорјењивања. Поред тога, значајно је постојање Фонда становања Републике Српске, као
темељне финансијске институције за рјешавање проблема становања у Републици, имајући у виду
тренутни дефицит од 70.000 станова. Овај дефицит није територијално равномјерно распоређен јер у
једном дијелу постоји значајан дефицит, нарочито у већим градовима, а у неким постоји суфицит, и
то, прије свега, у руралним подручјима Републике. Колективни центри за смјештај избјеглих и
расељених лица постоје у свега седам општина, што не одговара реалним потребама.
Посебан проблем чини недостатак политике (стратегије) социјалног становања, која се чини веома
значајном за рјешавање низа проблема у Републици Српској, па и за демографски опоравак или
регијску кохезију.

### Културно-историјска баштина
Значајну снагу чини очувана културно-историјска баштина, баштина која упућује на традицију
појединих регија Републике Српске, као и разноврсност материјалне и нематеријалне баштине
духовног карактера. Значајно је такође постојање развојних и стратешких планова у области заштите
културно-историјске баштине, чему је велики допринос дао интегративни приступ разних професија и
институција, као и одређени ниво едукације становника. Проблем представља недостатак
координације међу службама и комисијама које се баве темом заштите. Недовољна је и
валоризација градитељског насљеђа, као и обим градитељских акција на обнови заштићеног фонда.
Ово је у једном смислу посљедица недостатка стручног кадра, а у другом финансијских средстава за
конкретне акције обнове и рестаурације. Законска регулатива у овој области захтијева хитну измјену
и доношење аката ради уношења савремених принципа заштите материјалне и нематеријалне
културне баштине. Међу осталим проблемима вриједи истаћи и проблем урбане обнове градова,
обнове старих урбаних језгара, као и вриједних дијелова руралног насљеђа.

## Просторна димензија економског развоја
Просторна димензија економског развоја Републике Српске су задовољавајуће са
становишта повољног геостратешког положаја (близине кључних тржишта, граница са ЕУ, Републиком Србијом, Републиком Црном Гором и Федерацијом БиХ).
Најзначајнији потенцијал економског развоја чине природни ресурси (пољопривредно земљиште, минералне сировине, шуме, воде) али и изграђени ресурси (инфраструктура и супраструктура).
Иако демографска структура (старосна, образовна, квалификациона) има великих слабости у неким деловима Републике Српске, постоји квалификована радна снага, традиција и искуство у неким делатностима, посебно у индустрији, наслеђени из ранијег индустријског периода.
Бројни наслеђени привредни капацитети, од којих већи део има статус браунфилда (слабо регистрованих према савременим принципима категоризације), такође чине могућу основу будућег територијалног развоја Републике Српске.
Проблем представља недовољно или неодговарајуће коришћење природних ресурса, што би обезбедило њихову одрживост и економски развој, као и виши степен добробити за Републику Српску и њене јединице локалне самоуправе.
Приватизација и концесије на ресурсима као што су вода, шуме, нафта, угаљ и други заслужују већу пажњу са основним циљем веће добробити за државу и јединице локалне самоуправе на чијој територији се налазе ресурси, уз повећану пажњу мултифункционалности ресурса, као и очувања природе, квалитета животне средине и предела.
Слабости
Слабост у просторној димензији економског развоја представља:
- изразито неравномеран регијски развој,
- диспропорција унутар регија, поготово оних на подручју Бањалуке,
- недовољна конкурентност привреде на ширем међународном плану (непостојање производа који може да конкурише на тржишту квалитетом, квантитетом, стандардом и идентитетом (бренд).
- висок ниво финалне потрошње у структури БДП и недовољно учешће инвестиција и њихова регијска диспозиција, уз висок ниво спољнотрговинског дефицита и поред предности које пружа територија Републике са својим природним и створеним ресурсима.

### Туризам
Уз одређене разлике на регионалном нивоу, разнолико природно богатство, природно наслеђе, биодиверзитет, пејзажне целине појединих  предела, заштићена културно-историјска и духовна баштина, чини основ за развој туризма на територији Републике Српске.
Бањски туризам је основни вид ту-ризма у Републици Српској, има тенденцију раста и остварује највећи обим туристичког промета у односу на остале видове туризма. У Републици Српској се обим туристичког промета мери бројем ноћења. Највећи број ноћења реализује се у бањама, и поред тога што су њихови смештајни капацитети скоро па занемариви, и као такви представљају велику препреку развоју бањског туризма. Изузетак је Бања Врућица.
Иако близина емитивних центара помаже развоју туризма у појединим деловима Републике Српске,  постоје разлике између њених делова, што индиректно утичу на број и врсту туриста, као и на дужину њиховог боравка у Републици Српској.
Проблеми
Значајни  проблеми у туризму  Републике Српске су:
- недовољна изграђеност туристичких капацитета,,
- низак ниво квалитета смештајних капацитета (посебно неодговарајући санитарни услови).
- недостатак високостручних кадрова,
- недостатак одговарајућег система управљања,
- неприлагођеност постојећих кадрова структурним променама туристичке потражње.
- недовољна финансијска улагања домаћих и страних инвеститора у највреднија туристичка подручја, места и дестинације

Све напред наведено утиче на шири државни и међународни карактер туризма Републике Српске.

### Техничка инфраструктура
Уопштено, техничка инфраструктура има одређене капацитете, али недовољне за интензивнији и квалитетнији просторни развој Републике Српске.

### Наслеђени технички системи
Наслеђени технички системи у оквиру свих видова транспорта представљају значајну основу и логистику економског, социјалног и регијског развоја Републике Српске. Друмски и железнички транспорт преко транспортних коридора представљају интегративну основу Републике Српске са ближим и даљим окружењем.
Повезаност регија унутар Републике Српске релативно је добра, односно транспортна инфраструктура повезује поједине регије, али не све на исти начин.
Слабост чини недовољна просторно-техничка интеграција различитих видова транспорта РепубликеСрпске (недостатак вишевидовних центара који омогућују јачи развој транспортне привреде).
Насљеђе прошлости, као и последице ратних разарања, у већој мери отежали су развој и повезивање одређених видова транспорта, а инвестиције у поратном периоду нису омогућиле значајнија побољшања и модернизације, развоја и одржавања транспортних мрежа.
Интегрални (вишевидовни, мултимодални) транспорт до сада је био занемарен, иако за то постоје предуслови и потреба, пре свега у Посавини и Семберији.
Ваздушни и речни транспорт нису развијени у довољној мери као основ за развој вишевидовног транспорта.
Путни транспорт намеће потребу за даљи развој путне инфраструктуре и њену модернизацију, чиме је могуће успоставити већу територијалну кохезију и повезаност регија и већих урбаних центара Републике, као и бољу повезаност са суседима.
Посебан проблем претставља низак стандард граничних прелаза на најфреквентнијим правцима повезивања са суседима.

### Телекомуникациона инфраструктура
Телекомуникациона инфраструктура, као основ привредног и друштвеног развоја на савременим основама, развијена је и разграната широм територије Републике Српске. Извршена је успешна трансформација у систем Републике Српске и интеграција са сусједним државама и Федерацијом БиХ. Рационализација телекомуникационог саобраћаја и фиксне телефоније такође је допринијела
ефикаснијем систему телекомуникација, а изградња мреже оптичких каблова већег капацитета као и дигиталних комутационих чворова знатно је унаприједила и модернизовала систем.
Слабост представља знатан број аналогних комутационих система који су у функцији, као и тек започета модернизација система у ријетко насељеним и руралним подручјима. У том смислу је неопходно употпуњавање законске регулативе.

### Енергетика
У области енергетике од посебног значаја су изграђени производни енергетски капацитети као што су хидроелектране, термоелектране или топлане. Географски положај преносних система између региона са вишковима и региона са мањком електричне енергије такође представља снагу Републике Српске. 
Предности
Посебну предност имају:
- техничке карактеристике преносног система у складу са захтевима Европског удружења за координацију преноса електричне енергије („UCTE“).
- потенцијали обновљивих извора енергије.

Слабости
Слабост представља:
- слабо коришћење енергетски капацитет,
- препуштање обновљивих ресурса приватним инвеститорима без јасно дефинисане стратегије, критеријума и оцене добробити за Републику Српску и локалну самоуправу.
- нерационално коришћење и велика специфична потрошња енергије, посебно електроенергије.
- енергетска ефикасност још није сврстана међу стратешке приоритете и одговарајуће системе финансирања.
- мали ниво улагања у истраживање енергетских потенцијала Републике Српске и неизграђеност енергетских капацитета последњих деценија,
- повећана старост енергетских објеката и мрежа, као и део током рата уништених капацитета,
- неусаглашеност планова развоја између произвођача, преноса и дистрибутера електричне енергије.

### Термални извори, водоприврердни системи и бање
Република Српска располаже значајним ресурсима висококвалитетних површинских, подземних, термалних и минералних вода, што представља изузетну компаративну предност за будућност.

#### Водопривредни системи
Изграђени водопривредни системи за заштиту од великих вода, наводњавање и одводњавање имају важну улогу за просторни развој Републике Српске.
Вода у рекама, као мултифункционални ресурс, користи се за производњу енергије, саобраћај, привредне и комуналне активности, туризам и рекреацију.
Вода и водна инфраструктура Републике Српске користе се у функцији заштите и уређења предела, природних и културних вредности, као и за очување биодиверзитета.

#### Бање
Бање Републике Српске у хидрогеолошком смислу представљају локације на којима се врши коришћење хидрогеолошких ресурса у виду термалних, термоминералних или минералних подземних вода у циљу лечења или опоравка људског организма. Те ресурсе представљају углавном природне хидрогеолошке појаве, мада има доста и вештачких хидрогеолошких појава у виду вода које истичу из бушотина и бунара израђених на различите начине без обзира на време израде.  На просторима Републике Српске налази се девет изразито лековитих бања. Поред бања постоји и низ откривених извора минералне воде.
Коришћење хидрогеолошких појава на простору Републике Српске је почело веома давно. Претпоставља се да је коришћење топлоте вода термалних и термоминералних извора почело још пре откривања ватре. Археолошки докази показују да је коришћење термалних и термоминералних вода почело у Античкој Грчкој и Риму и да су тада постојала лечилишта, односно бање. Њихов значај је био велики, најпре због култа воде, нарочито природне термалне која непрестано извире, тако да су бројна насеља настала око тих хидрогеолошких појава. Тада је почела урбанизација и развој таквих локалитета као насеља општег типа, а касније и као чисто бањских насеља за лечење, опоравак, одмор и разоноду. Та традиција је наслеђена и без неких великих промена се провлачи и до нашег доба.

## Слабости у развоју РС
У слабости спадају недовољна међусекторска координација и слабости са становишта екологије и друге које озбиљно могу да утичу на будућност просторног развоја Републике Српске (туризам, рекреација, риболов, снабдевање питком водом и др.).:
- Испуштање отпадних вода директно у површинске и подземне речне токове, без одговарајућих канализационих система у многим јединицама локалне самоуправе, представља веома озбиљну слабост.
- Запуштеност мелиорационих система грађених у доба бивше Југославије што у значајној мери смањује могућност наводњавања и одводњавања, директно утичући на приносе у пољопривреди.
- Запуштеност и старост система за одбрану од поплава и ерозије која у великој мери угрожава плавна, бујична и ерозивна подручја, утичући на њихов економски и социјални развој.
- Период привредне кризе и рата на територији БиХ маргинализовао је значај, коришћење и заштиту реке Саве са јужним притокама, и реке Дрине.
- Недостатак правне и економске регулативе за решавање бројних проблема која би регулисали односе са Федерацијом БиХ и суседним државама за транзитне (заједничке) водотокове (Сава, Дрина, Требишњица) и њихове сливове.

## Управљање отпадом у РС
Управљање отпадом у Републици Српској представља веома осетљиву тему, посебно у области сакупљања  течног отпада. За чврсти отпад урађена је Стратегија управљања чврстим отпадом и за ту намену су изграђене две регијске депоније (Бањалука, Бијељина), а изградња неких је у току (Зворник, Бањалука – проширење и Приједор).
Последњих година значајан напредак је постигнут у јачању свести код становништва о отпаду и његовом третману.
Институционално, организационо и правно последњих година знатно је унапријеђен овај, раније запуштен, техно-еколошки систем у већем броју јединица локалне самоуправе Републике Српске. Ало остаје и даље отворено питање:
- чишћења Републике Српске од расутог отпада,
- недостатак депонија опасног отпада,
- развоја стратегија система регијских депонија на преосталим локацијама.,
- проблем изградње савремене спалионице отпада и депоније за финално одлагање отпада.

Недостатак информација и података у области управљања отпадом нешто је што отежава даље унапређење овог система. Решавање проблема течног отпада, одвођења отпадних вода, представља веома сложен и захтеван задатак јединица локалне самоуправе, али и Републике у целини, јер има озбиљне импликације на основи широј од локалне.
Решавање проблема загађености површинских и подземних вода зато представља један од приоритетних задатака, законодавних, финансијских, организационих и информатичких капацитета како Републике Српске, тако, у значајној мери органа локалне самоуправе и оних који испуштају течни отпад.

## Прекогранична сарадња
Република Српска има релативно дугачак (у односу на територију) пригранични појас, који се протеже дуж три државне границе (према Хрватској, Србији и Црној Гори) и дуж границе која је интерно дефинисана између два ентитета. Површина територије Републике Српске представља 48,5% територије Босне и Херцеговине. Дужина укупне границе територије Републике Српске је око 2.102 км, без Дистрикта Брчко, а са Дистриктом око 2.160 км. Република Српска заузима северне, источне и већи део јужних делова Босне и Херцеговине. У овом појасу предност чине бројни гранични прелази према суседним државама и отворена граница према Федерацији Босне и Херцеговине.
Добре стране
Географски положај, природни системи (реке, планине), инфраструктура, економске везе и социјално-културна блискост (језик, вера, традиција, породичне везе и сл.) чине основ за развој прекограничне сарадње у разним облицима. Део тих веза је спонтано установљен, а део се одвија уз подршку међународних институција и програма за унапређење прекограничне сарадње.
Слабости
Слабост код унапређења прекограничне сарадње представљају још увек постојеће менталне и политичке баријере, делом настале и после распада СФР Југославије, које отежавају сарадњу етничких заједница у правцу Хрватске и Федерације БиХ, а последњих година и Црне Горе.
Што се тиче сарадње, коју подржава међународна заједница, не постоје одговарајућа економска подручја (умрежене јединице локалне самоуправе) или статистичке регије, који би могли пуноправно да конкуришу код одређених европских фондова, а број пројеката прекограничне сарадње или интер-регијске кооперације у Републици Српској је мали према могућностима које јој се пружају у области пољопривреде, шумарства, екологије, туризма или инфраструктуре. Значајну слабост чини и недостатак обучених кадрова за припрему пројеката, као и слаб капацитет органа и институција јединица локалне самоуправе за имплементацију пројеката за које су већ добијена средства из програма Европске уније.